# Dello di Niccolò Delli
Dello di Niccolò Delli (ca. 1403 - ca. 1470), també dit Dello Delli, Dello di Niccolò o simplement Dello, va ser un escultor i pintor italià (florentí). Son pare era un sastre anomenat Niccolò di Dello, i sa mare s'anomenava Monna Orsa. Els pintors Nicola Delli i Sansone Delli, menys famosos que ell, eren els seus germans menuts.
L'any 1424, Niccolò di Dello va ser sentenciat a mort i va fugir a Siena amb la seua família. El 1427, la família es va traslladar de nou, aquesta vegada a Venècia. Se sap que entre 1430 i 1433, Dello di Niccolò Delli va viure a Florència. Entre 1433 i 1445 va viure a Castella, treballant a la cort del rei Joan II, on va ser nomenat cavaller.